# 小行星3964
小行星3964（英語：3964 Danilevskij）是一颗围绕太阳公转的小行星。1974年9月12日，柳德米拉·瓦斯列娜·朱然勒娃在克里米亚发现了此天体。
这颗小行星的绝对星等为9.104871818825133等。